# Miroslav Korecký
Miroslav Korecký (* 28. září 1967 Kladno) je český politický komentátor a novinář.
V mládí absolvoval Gymnázium Kladno, následně absolvoval v letech 1985 až 1991 studium českého jazyka a dějepisu na Filozofické fakultě Univerzity Karlovy v Praze. V letech 1992 až 1993 působil jako učitel na základní škole v Kladně, v roce 1993 začal působit jako ekonomický redaktor Českého deníku. V roce 1994 začal působit jako politický komentátor a zpravodaj v Lidových novinách a začal také publikovat v různých odborných periodicích. Později spolupracoval také s Českou televizí, kde se podílel na rubrice Malostranské korekce v pořadu 168 hodin.
Dlouhodobě publikuje v Mladé frontě DNES, kde zastává pozici pozorovatele a komentátora české politické scény. Pravidelně také jako politický komentátor vystupuje v celé řadě dalších médií, například na CNN Prima News, v pořadu Podtrženo, sečteno na XTV nebo na Parlamentních listech. Opakovaně byl kritizován serverem Forum 24, který jej obvinil mj. z proruských postojů a dále obecně ze šíření lží a manipulací.